# زرد ۲جی
زرد ۲ جی (به انگلیسی: Yellow 2G) با فرمول شیمیایی C۱۶H۱۰Na۲N۴O۷S۲ یک ترکیب شیمیایی با شناسه پاب‌کم ۴۲۸۴۳۳۱ است. که جرم مولی آن ۵۵۱٫۲۹ g/mol می‌باشد. 